# Eartha Kitt

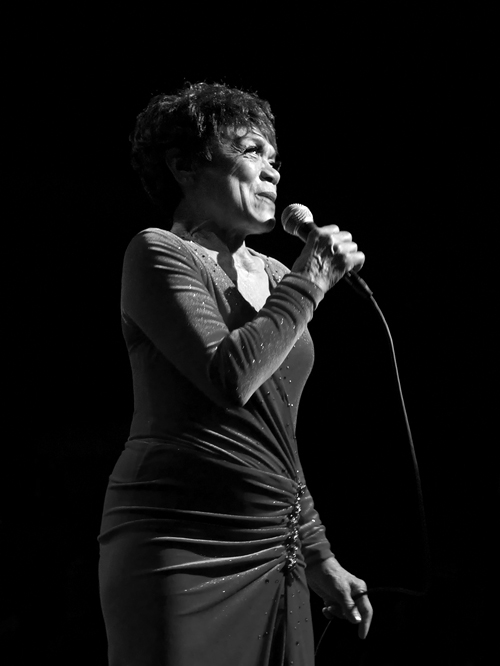
Eartha Kitt (2007)

Eartha Kitt (* 17. Januar 1927 in North, South Carolina; † 25. Dezember 2008 in New York City; eigentlich Eartha Mae Keith) war eine US-amerikanische Sängerin und Schauspielerin.

## Leben und Werk

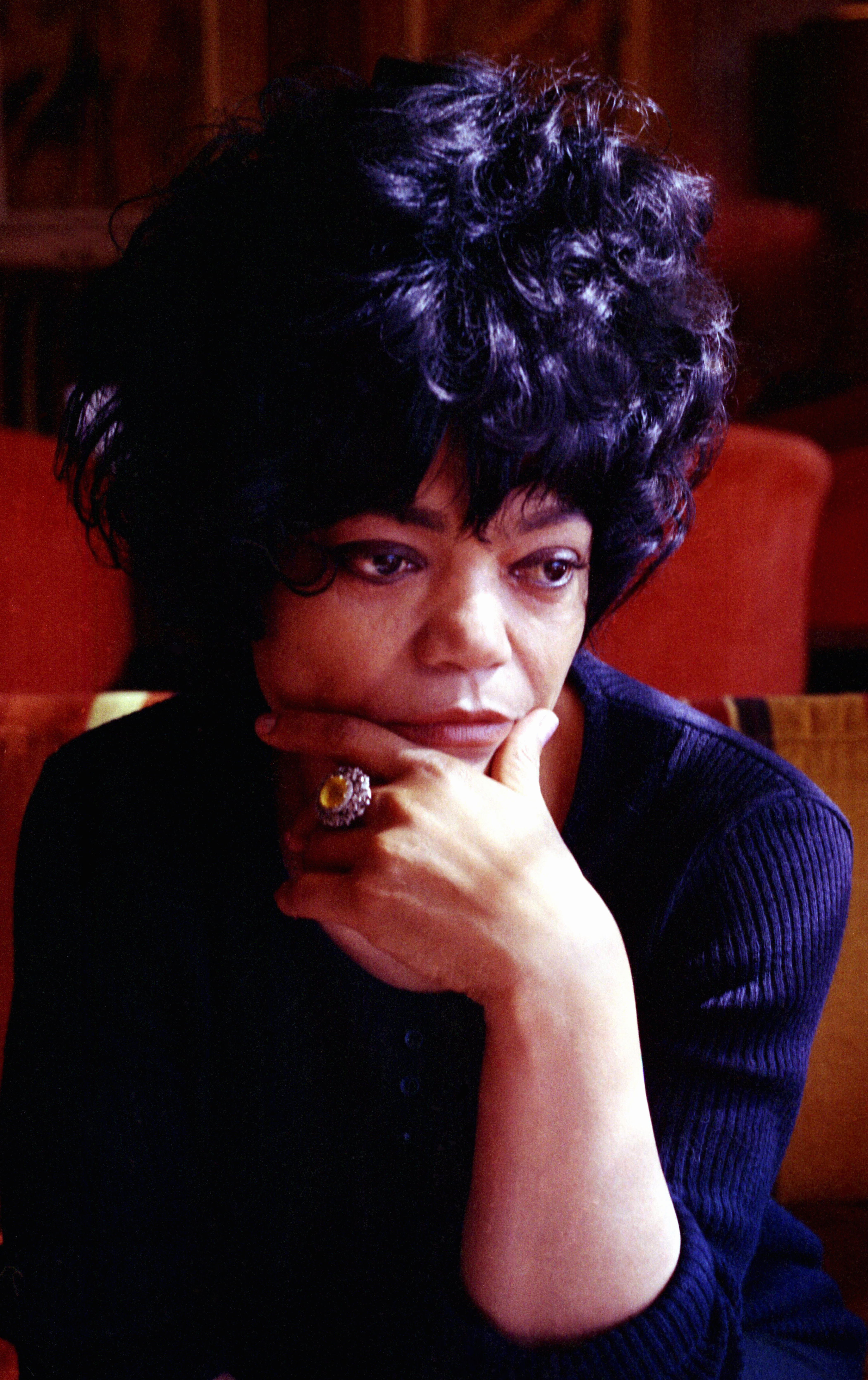
Eartha Kitt (1973)

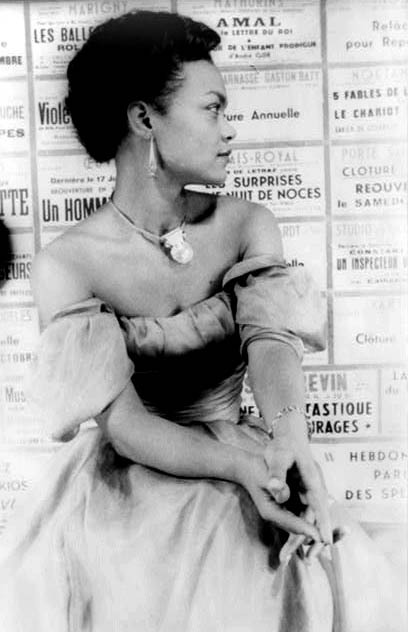
Eartha Kitt (1952)

Eartha wurde als Eartha Mae Keith am 17. Januar in der Kleinstadt North in South Carolina geboren. Ihre Mutter war sowohl afrikanischer als auch Cherokee’scher Abstammung. Obwohl Eartha wenig über ihren Vater wusste, wurde berichtet, dass er ein Sohn des Farmbesitzers war, auf dessen Farm sie geboren und durch Vergewaltigung gezeugt wurde. Earthas Mutter, Annie Mae Keith (später Annie Mae Riley), lebte bald bei einem schwarzen Mann, der sich weigerte, Eartha wegen ihres relativ blassen Teints zu akzeptieren. Sie lebte fortan bei verschiedenen Verwandten, bis sie, achtjährig, zu einer Tante nach New York kam. Im puerto-ricanisch-italienischen Stadtteil wuchs sie auf, und dort erregte sie auch als Kind erstes Aufsehen. Sie gewann einige Preise als Tänzerin und sang im Kirchenchor. Ihre Träume zielten auf eine Karriere als Tänzerin, Schauspielerin und Sängerin. Nach dem Schulabschluss arbeitete Eartha Kitt zunächst in einer Kleiderfabrik. Mit dem größten Teil ihres kargen Lohnes bezahlte sie ihre Klavierstunden.
Eines Tages las Eartha Kitt auf Plakaten die Ankündigung eines Katherine-Dunham-Gastspiels, für das noch Tänzerinnen gesucht wurden. Sie stellte sich vor, und Katherine Dunham war von der erst 15-Jährigen mit der eigenartig rauen, dabei aber doch zarten und ausdrucksvollen Stimme wie auch von ihren katzenhaften Bewegungen derart fasziniert, dass sie Eartha Kitt sofort engagierte. Nach einer mehrjährigen Ausbildung in Tanz, Gesang und Schauspiel an der Dunham School of Dance and Theatre ging Eartha Kitt anschließend mit dem Katherine-Dunham-Ensemble auf Tourneen durch die ganze Welt. Während dieser Zeit erhielt sie erstmals auch die Gelegenheit, in einzelnen Szenen als Sängerin aufzutreten.
1951 stellte in Paris die Besitzerin des Nachtclubs Carrols sie ihren prominenten Gästen aus Politik, Wirtschaft und Kultur vor. Die Künstlerin kehrte nach New York zurück, wo Orson Welles sie für die Rolle der Helena in seiner Theaterproduktion von Christopher Marlowes Drama Die tragische Historie vom Doktor Faustus engagierte, die später auch in Deutschland gezeigt wurde.
Ihren endgültigen Durchbruch hatte Eartha Kitt in der Broadway-Show New Faces of 1952, in der sie den Song „Monotonous“ sang. 1954/55 spielte sie am Broadway die Hauptrolle in Mrs. Patterson, 1957 in Shinbone Alley und in den 1960ern in The Owl and the Pussycat. Daneben trat sie auch in Filmen und im Fernsehen auf, u. a. 1958 in St. Louis Blues und in den Fernsehserien Batman als Nachfolgerin von Julie Newmar in der Rolle der Catwoman, 1965 in einer Gastrolle in Tennisschläger und Kanonen als drogensüchtige Sängerin sowie 1967 in einer Gastrolle in Mission Impossible. 1992 war sie in einer Nebenrolle in der US-amerikanischen Komödie Boomerang zu sehen; 1996 hatte sie einen Cameo-Auftritt in einer Folge der Sitcom Die Nanny. Im Jahr 2000 sprach sie die Rolle der Yzma im Animationsfilm Ein Königreich für ein Lama der Walt Disney Company.
Vor allem zwei ihrer Songs erlangten Weltruhm: C’est si bon und Uska Dara. Darüber hinaus schuf sie ein umfangreiches Repertoire, mit dem sich mehrere Abendprogramme füllen ließen. Dazu zählen: Mack the Knife, Jambo Hippopotami, Santa Baby, Let’s Do It sowie Yellow Bird, Tierra va tembla, Good Little Girls, Never on Sunday, Love for Sale, Lola-Lola.
Nach kritischen Äußerungen zum Vietnamkrieg bei einem Lunch im Weißen Haus 1968 wurde sie vom US-amerikanischen Unterhaltungsgeschäft gemieden und konnte sich erst Jahrzehnte später wieder erfolgreich dort etablieren. Der Boykott ihrer Stücke durch die US-amerikanischen Fernsehsender führte dazu, dass sie sich stärker nach Europa orientierte. Dieser Boykott endete 1978 mit der Rehabilitation durch Jimmy Carter. Mitte der 1980er Jahre hatte sie in Europa ein großes Comeback, als sie mit Disco-Titeln wie Where Is My Man (1983), I Love Men (1984) und This Is My Life (1986) Hits in den Charts hatte. 1989 folgte ein letzter Erfolg mit der britischen Synthie-Pop-Gruppe Bronski Beat. Die gemeinsame Single Cha Cha Heels erreichte die Top 40 in Großbritannien. Regelmäßige erfolgreiche Tourneen, auch in Deutschland, schlossen sich an. Auf Einladung von Rolf und Joachim Kühn nahm sie das Album Thinking Jazz (1991) auf. Auch in ihren letzten Lebensjahren war sie noch aktiv. 2004 gab sie ein Konzert im B. B. King Blues Club & Grill und trat 2006 neben Annie Golden in dem Musical Mimi Le Duck auf.
Von 1960 bis 1964 war Eartha Kitt mit dem Grundstücksmakler Bill McDonald verheiratet; aus der Ehe ging eine Tochter namens Kitt Shapiro hervor. Eartha Kitt starb an Darmkrebs.

## Diskografie

### Alben
- 1952: New Faces of 1952 – Original Broadway Cast (RCA Victor)
- 1953: Eartha Kitt Sings (RCA Victor)
- 1954: RCA Victor Presents Eartha Kitt (RCA)
- 1954: Mrs. Patterson – Original Broadway Cast (RCA)
- 1955: Down to Eartha (RCA)
- 1955: That Bad Eartha (His Master’s Voice)
- 1956: Thursday’s Child (RCA)
- 1957: That Bad Eartha (mit Henri René and His Orchestra; RCA)
- 1958: St. Louis Blues (mit Shorty Rogers; RCA)
- 1959: The Fabulous Eartha Kitt (Kapp)
- 1960: Eartha Kitt Revisited (Kapp)
- 1961: At the Plaza (GNP Crescendo Records)
- 1962: Bad But Beautiful (MGM)
- 1962: The Romantic Eartha (World Record Club)
- 1964: Die großen Erfolge (RCA)
- 1965: Love for Sale (Columbia/EMI)
- 1966: Portrait in Musik (Vogue)
- 1968: Folk Tales of the Tribes of Africa (Caedmon)
- 1968: Eartha Kitt at Tivoli (Metronome Records)
- 1970: Sentimental Eartha (Spark)
- 1970: Not so Old Fashioned (Music for Pleasure)
- 1983: C’est Si Bon (Milan Records)
- 1984: I Love Men (SOHO, Sunnyview Records)
- 1984: Down to Eartha (RCA)
- 1984: Thursday’s Child (mit Henri René and His Orchestra; RCA)
- 1989: I’m Still Here (Arista Records)
- 1989: Mink Shmink (Official Record Company APS)
- 1990: Live in London (Ariola)
- 1991: Eartha Kitt Thinking Jazz (mit Joachim Kühn, Rolf Kühn, Jerry Bergonzi, Jesper Lundgaard, und Daniel Humair; ITM 1477)
- 1992: Miss Kitt, to You (RCA)
- 1993: Eartha-Quake (5-CD-Set, Bear Family Records)
- 1994: Back in business (DRG Records)
- 1995: Eartha Kitt (Déjá Vu After Dark)
- 1998: My Heart Belongs to Daddy (BMG UK & Ireland)
- 2003: Platinum & Gold Collection
- 2007: Live at the Cafe Carlyle
- 2011: The Essential Eartha Kitt
- 2012: The Best of Me

### Singles und EPs
- 1953: C’est si bon / African Lullaby (mit Henri René and His Orchestra)
- 1953: Uska Dara – A Turkish Tale / Two Lovers
- 1953: I Want to Be Evil / Annie Doesn’t Live Here Anymore
- 1954: Eartha Kitt (EP)
- 1954: RCA Victor Presents Eartha Kitt (mit Henri René and His Orchestra; 2 × 7inch, EP)
- 1954: Somebody Bad Stole De Wedding Bell / Lovin’ Spree (mit Henri René and His Orchestra)
- 1955: My Heart’s Delight / The Heel
- 1955: Under the Bridges of Paris
- 1955: Fredy / Sweet and Gentle (Me Lo Dijo Adela) (und Pérez Prado)
- 1956: Easy Does It / Mink Shmink
- 1957: Yomme, Yomme / Take My Love, Take My Love
- 1957: Lovin’ Spree (mit Henri René and His Orchestra; EP)
- 1958: Just an Old-Fashioned Girl (mit Henri René and His Orchestra)
- 1958: If I Can’t Take It with Me (When I Go) (mit Henri René and His Orchestra)
- 1959: Just Eartha (EP)
- 1962: Diamonds Are a Girl’s Best Friend
- 1962: Just an Old-Fashioned Girl (mit Henri René and His Orchestra; EP)
- 1968: Che Vale Per Me / Eccomi
- 1970: Hurdy Gurdy Man
- 1983: Where is My Man
- 1984: I Love Men
- 1986: I Don’t Care
- 1986: This Is My Life
- 1987: Arabian Song
- 1989: Cha Cha Heels (mit Bronski Beat)
- 1989: Primitive Man
- 1990: Where Is My Man / I Love Men
- 1993: Where Is My Man ’93
- 1994: If I Love Ya, Then I Need Ya, If I Need Ya, I Want ’Cha Around
- 1998: Where Is My Man ’98
- 2000: Where Is My Man 2000
- 2001: This Is My Life (vs. Joe T. Vannelli)
- 2007: Santa Baby

## Auszeichnungen für Musikverkäufe
| Goldene Schallplatte - Griechenland - 2024: für die Single Santa Baby |

Anmerkung: Auszeichnungen in Ländern aus den Charttabellen bzw. Chartboxen sind in ebendiesen zu finden.
| Land/RegionAuszeichnungen für Musikverkäufe (Land/Region, Auszeichnungen, Verkäufe, Quellen) | Gold     | Platin  | Verkäufe | Quellen         |
| -------------------------------------------------------------------------------------------- | -------- | ------- | -------- | --------------- |
| Griechenland (IFPI)                                                                          | Gold1    | —       | 10.000   | Einzelnachweise |
| Vereinigte Staaten (RIAA)                                                                    | Gold1    | —       | 500.000  | riaa.com        |
| Vereinigtes Königreich (BPI)                                                                 | —        | Platin1 | 600.000  | bpi.co.uk       |
| Insgesamt                                                                                    | 2× Gold2 | Platin1 |          |                 |

## Filmografie (Auswahl)
- 1965: Onkel Toms Hütte
- 1968: Batman (Fernsehserie, 3. Staffel)
- 1968: Kobra, übernehmen Sie (eine Folge: "Der verratene Verräter")
- 1973: Kein Pardon für Schutzengel (eine Folge "Am Rand des Wahnsinns")
- 1975: Friday Foster
- 1985: Miami Vice (Fernsehserie, 2. Staffel, eine Folge "Schmutzige Hände")
- 1985: Snake Inferno
- 1989: Erik der Wikinger (Eric the Viking)
- 1992: Boomerang
- 1996: Die Nanny, Folge 75 (Staffel 3): Pariser Nachtleben
- 2000: Ein Königreich für ein Lama (The Emperor’s New Groove, Synchronsprecherin von Yzma)
- 2003: Das Geheimnis von Green Lake (Holes)
- 2005: Ein Königreich für ein Lama 2 – Kronks großes Abenteuer (Kronk’s New Groove, Synchronsprecherin von Yzma)
- 2006–2008: Kuzco’s Königsklasse (The Emperor’s New School, Synchronsprecherin von Yzma / Direktorin Amzy)

## Autobiographische Werke
- Thursday’s Child. Duell, Sloan and Pearce, New York 1956
- Alone with Me. A New Autobiography. H. Regnery Co., Chicago 1976
- I’m Still Here / Confessions of a Sex Kitten. Sidgwick & Jackson, London 1989